# غريغوريو لوبيز (كاتب)
غريغوريو لوبيز (بالإسبانية: Gregorio López y Fuentes)‏ هو صحفي وكاتب ومؤلف وشاعر مكسيكي، ولد في 17 نوفمبر 1897 في ولاية فيراكروز في المكسيك، وتوفي في 10 ديسمبر 1966 في مدينة مكسيكو في المكسيك.

## وصلات خارجية
- غريغوريو لوبيز على موقع الموسوعة البريطانية (الإنجليزية)